# Washington Capitals

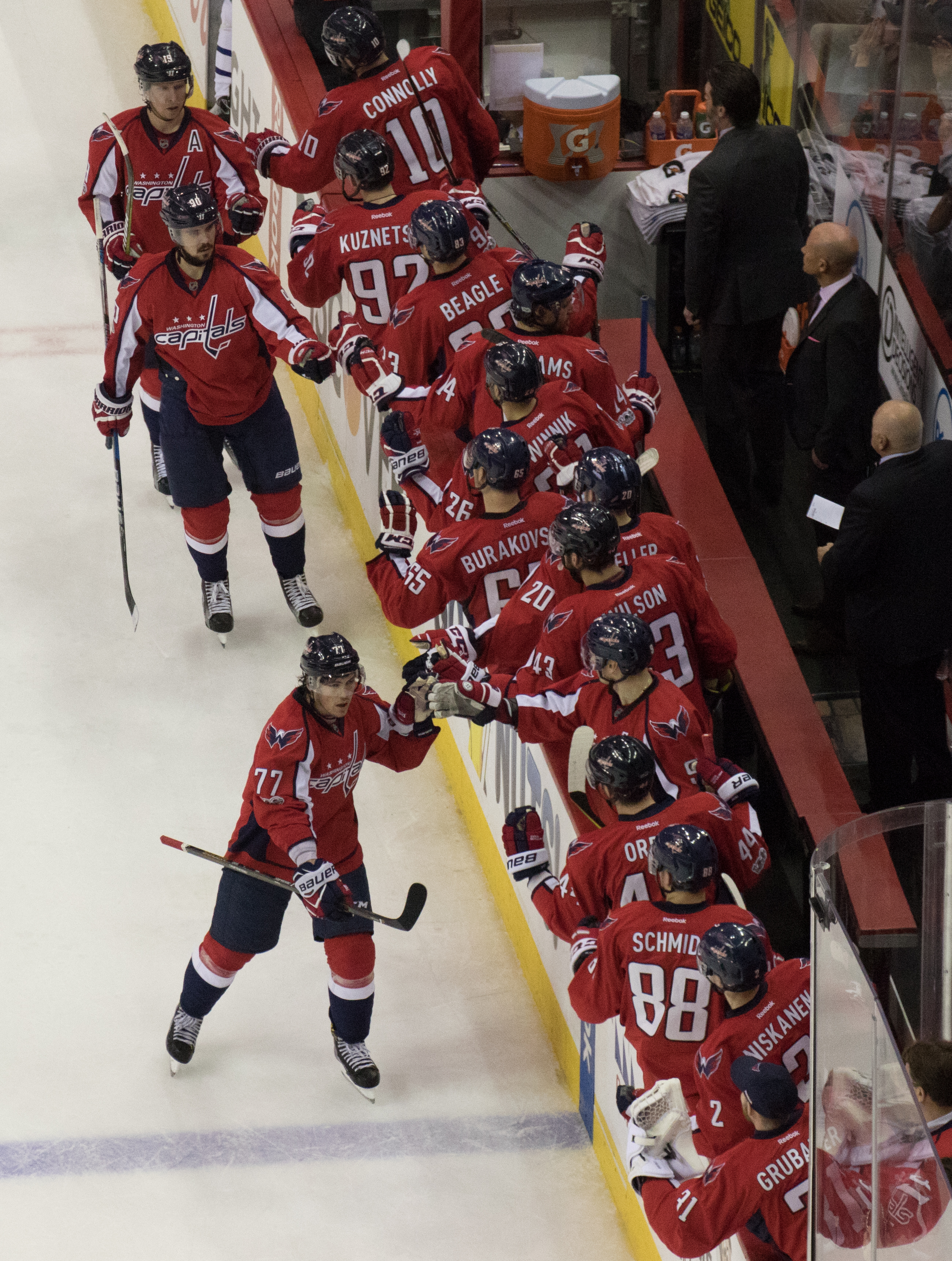
Hokeiści drużyny w sezonie 2016–17

Washington Capitals – amerykański klub hokejowy z siedzibą w Waszyngtonie, występujący w lidze NHL.
Zespół posiada afiliacje w postaci klubów farmerskich w niższych ligach. Tę funkcję pełnią Hershey Bears w lidze AHL i Reading Royals w rozgrywkach ECHL. W przeszłości podległy klubowi był zespół Portland Pirates (1993–2005).

## Osiągnięcia
- Puchar Stanleya: 2018
- Trofeum Księcia Walii: 1998, 2018
- Trofeum Prezydentów: 2010, 2016, 2017
- Mistrzostwo konferencji: 1998, 2018
- Mistrzostwo dywizji: 1989, 2000, 2001, 2008, 2009, 2010, 2011, 2013, 2016, 2017, 2018, 2019, 2020, 2025

## Sezon po sezonie
| Ostatnie sezony | Ostatnie sezony | Ostatnie sezony | Ostatnie sezony | Ostatnie sezony | Ostatnie sezony | Ostatnie sezony | Ostatnie sezony | Ostatnie sezony | Ostatnie sezony | Ostatnie sezony | Ostatnie sezony | Ostatnie sezony | Ostatnie sezony |
| Sezon           | Konferencja     | Miejsce         | Dywizja         | Miejsce         | Mecze           | Z               | P               | R               | PK              | Pkt             | ZB              | SB              | Wyniki play-off |
| --------------- | --------------- | --------------- | --------------- | --------------- | --------------- | --------------- | --------------- | --------------- | --------------- | --------------- | --------------- | --------------- | --- |
|                 |                 |                 |                 |                 |                 |                 |                 |                 |                 |                 |                 |                 | |
| 2021–22         | Wschodnia       | 8               | Metropolitalna  | 4               | 82              | 44              | 26              | –               | 12              | 100             | 275             | 245             | Porażka z Panthers 2-4                                                                                             |
| 2020–21         | –               | –               | Wschodnia       | 2               | 562             | 36              | 15              | –               | 5               | 77              | 191             | 163             | Porażka z Bruins 1-4                                                                                               |
| 2019–20         | Wschodnia       | 3               | Metropolitalna  | 1               | 691             | 41              | 20              | –               | 8               | 90              | 240             | 215             | Porażka z Islanders 1-4                                                                                            |
|                 |                 |                 |                 |                 |                 |                 |                 |                 |                 |                 |                 |                 | |
| 2018–19         | Wschodnia       | 3               | Metropolitalna  | 1               | 82              | 48              | 26              | –               | 8               | 104             | 278             | 249             | Porażka z Hurricanes 3-4                                                                                           |
|                 |                 |                 |                 |                 |                 |                 |                 |                 |                 |                 |                 |                 | |
| 2017–18         | Wschodnia       | 3               | Metropolitalna  | 1               | 82              | 49              | 26              | –               | 7               | 105             | 259             | 239             | Zwycięstwo z Blue Jackets 4-2 Zwycięstwo z Penguins 4-2 Zwycięstwo z Lightning 4-3 Zwycięstwo z Golden Knights 4-1 |
|                 |                 |                 |                 |                 |                 |                 |                 |                 |                 |                 |                 |                 | |
| 2016–17         | Wschodnia       | 1               | Metropolitalna  | 1               | 82              | 55              | 19              | –               | 8               | 118             | 263             | 182             | Zwycięstwo z Maple Leafs 4-2 Porażka z Penguins 3-4                                                                |
|                 |                 |                 |                 |                 |                 |                 |                 |                 |                 |                 |                 |                 | |
| 2015–16         | Wschodnia       | 1               | Metropolitalna  | 1               | 82              | 56              | 18              | –               | 8               | 120             | 252             | 193             | Zwycięstwo z Flyers 4-2 Porażka z Penguins 2-4                                                                     |

| Sezony od 2010/2011 do 2014/2015 | Sezony od 2010/2011 do 2014/2015 | Sezony od 2010/2011 do 2014/2015 | Sezony od 2010/2011 do 2014/2015 | Sezony od 2010/2011 do 2014/2015 | Sezony od 2010/2011 do 2014/2015 | Sezony od 2010/2011 do 2014/2015 | Sezony od 2010/2011 do 2014/2015 | Sezony od 2010/2011 do 2014/2015 | Sezony od 2010/2011 do 2014/2015 | Sezony od 2010/2011 do 2014/2015 | Sezony od 2010/2011 do 2014/2015 | Sezony od 2010/2011 do 2014/2015 | Sezony od 2010/2011 do 2014/2015                 |
| Sezon                            | Konferencja                      | Miejsce                          | Dywizja                          | Miejsce                          | Mecze                            | Z                                | P                                | R                                | PK                               | Pkt                              | ZB                               | SB                               | Wyniki play-off                                  |
| -------------------------------- | -------------------------------- | -------------------------------- | -------------------------------- | -------------------------------- | -------------------------------- | -------------------------------- | -------------------------------- | -------------------------------- | -------------------------------- | -------------------------------- | -------------------------------- | -------------------------------- | ------------------------------------------------ |
|                                  |                                  |                                  |                                  |                                  |                                  |                                  |                                  |                                  |                                  |                                  |                                  |                                  |                                                  |
| 2014–15                          | Wschodnia                        | 4                                | Metropolitalna                   | 2                                | 82                               | 45                               | 26                               | –                                | 11                               | 101                              | 242                              | 203                              | Zwycięstwo z Islanders 4-3 Porażka z Rangers 3-4 |
|                                  |                                  |                                  |                                  |                                  |                                  |                                  |                                  |                                  |                                  |                                  |                                  |                                  |                                                  |
| 2013–14                          | Wschodnia                        | 9                                | Metropolitalna                   | 5                                | 82                               | 38                               | 30                               | –                                | 14                               | 90                               | 235                              | 240                              | Nie zakwalifikowała się                          |
|                                  |                                  |                                  |                                  |                                  |                                  |                                  |                                  |                                  |                                  |                                  |                                  |                                  |                                                  |
| 2012–13                          | Wschodnia                        | 3                                | Południowo-wschodnia             | 1                                | 48                               | 27                               | 18                               | –                                | 3                                | 57                               | 149                              | 130                              | Porażka z Rangers 3-4                            |
|                                  |                                  |                                  |                                  |                                  |                                  |                                  |                                  |                                  |                                  |                                  |                                  |                                  |                                                  |
| 2011–12                          | Wschodnia                        | 7                                | Południowo-wschodnia             | 2                                | 82                               | 42                               | 32                               | –                                | 8                                | 92                               | 222                              | 230                              | Zwycięstwo z Bruins 4-3 Porażka z Rangers 3-4    |
|                                  |                                  |                                  |                                  |                                  |                                  |                                  |                                  |                                  |                                  |                                  |                                  |                                  |                                                  |
| 2010–11                          | Wschodnia                        | 1                                | Południowo-wschodnia             | 1                                | 82                               | 48                               | 23                               | –                                | 11                               | 107                              | 224                              | 197                              | Zwycięstwo z Rangers 4-1 Porażka z Lightning 0-4 |

Legenda:

Z = Zwycięstwa, P = Porażki, R = Remisy (do sezonu 2004/2005), PK = Przegrane po dogrywce lub karnych, Pkt = Punkty, ZB = Bramki zdobyte, SB = Bramki stracone
| Puchar Stanleya | Mistrz Konferencji | Mistrz Dywizji | Awans do play-off | Presidents’ Trophy |

- 1 Sezon zasadniczy ze względu na epidemię koronawirusa został przerwany a następnie zakończony.
- 2 Sezon zasadniczy ze względu na epidemię koronawirusa został skrócony.

## Zawodnicy

### Kapitanowie drużyny
- Doug Mohns, 1974–1975
- Bill Clement, 1975–1976
- Yvon Labre, 1976–1978
- Guy Charron, 1978–1979
- Ryan Walter, 1979–1982
- Rod Langway, 1982–1993
- Kevin Hatcher, 1993–1994
- Dale Hunter, 1994–1999
- Adam Oates, 1999–2001
- Steve Konowalchuk i  Brendan Witt, 2001–2002
- Steve Konowalchuk, 2002–2003
- Jeff Halpern, 2005–2006
- Chris Clark, 2006–2009
- Aleksandr Owieczkin, od 2010

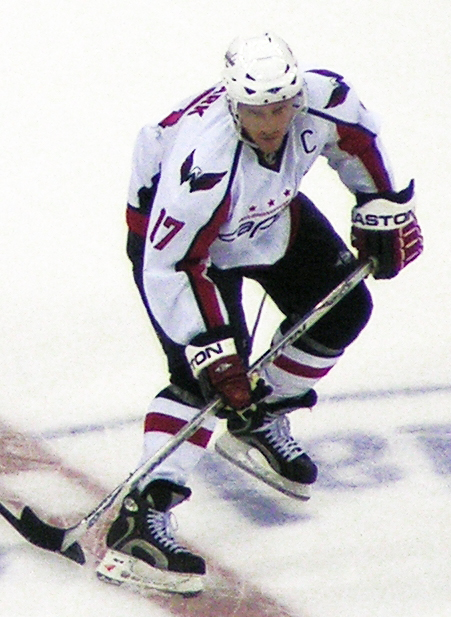
C. Clark
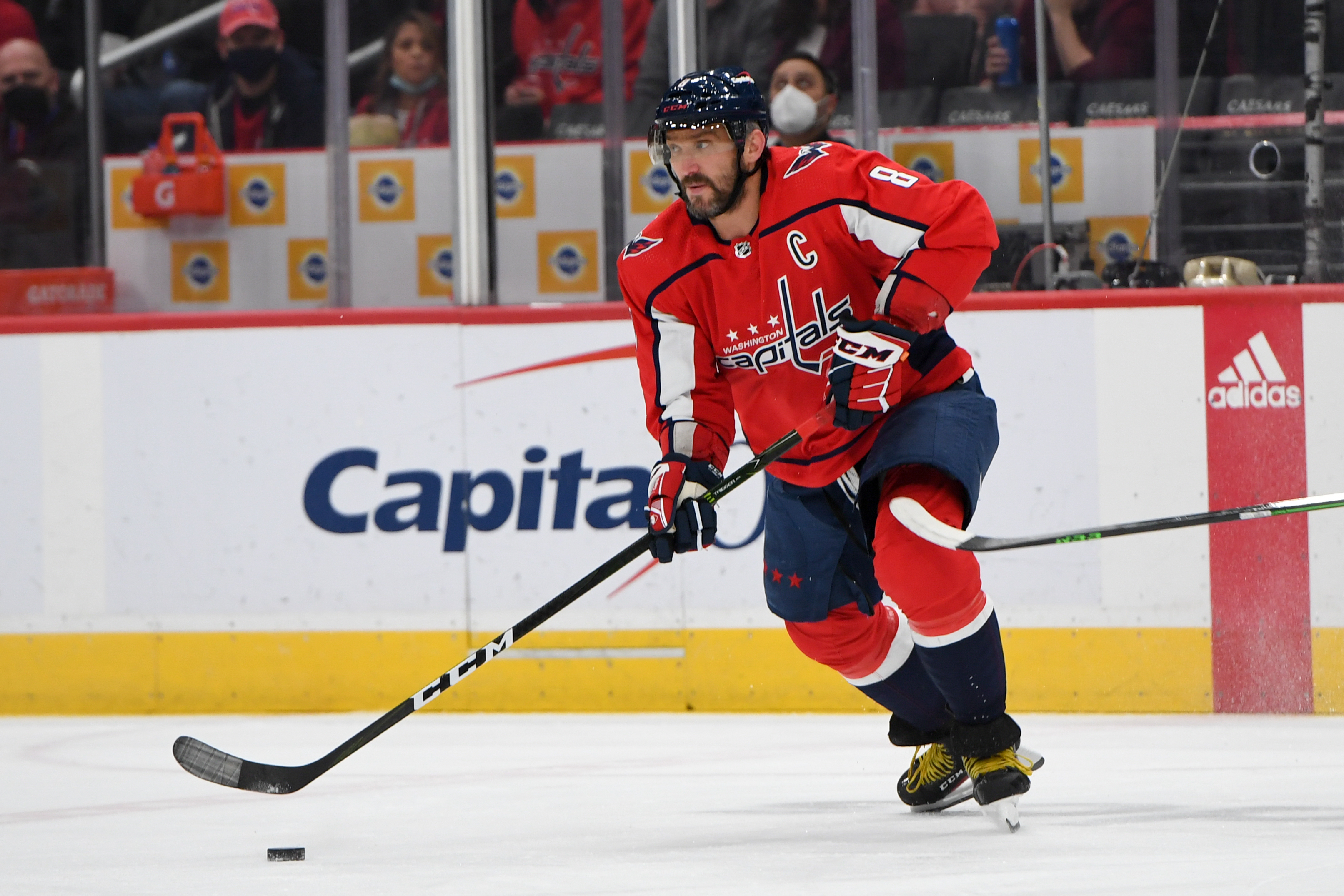
A. Owieczkin

### Numery zastrzeżone

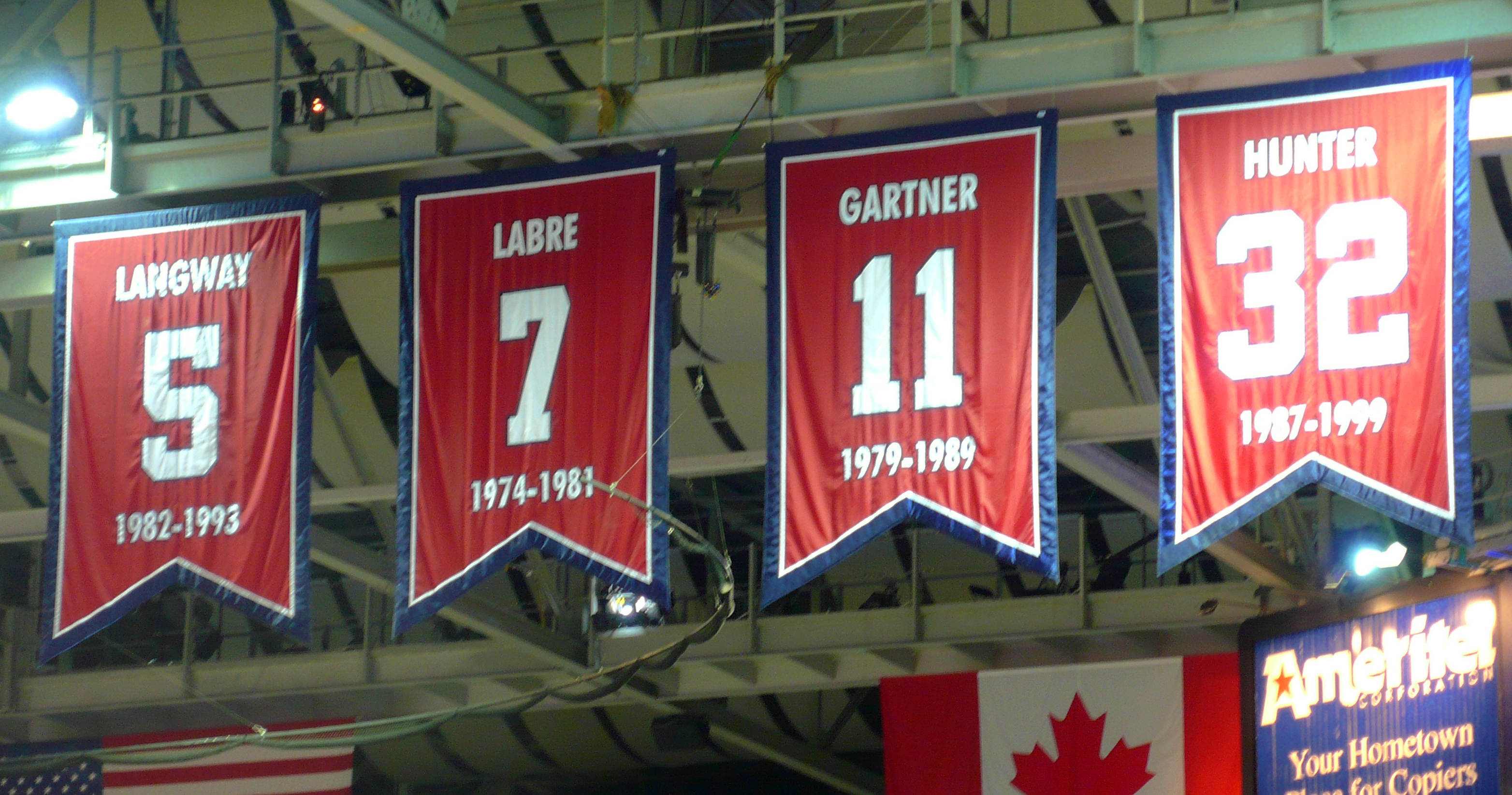
Banery z numerami zastrzeżonymi zawodników drużyny w Capital One Arena

| Numer | Zawodnik      | Pozycja                              | Kariera                              | Data zastrzeżenia                    |
| ----- | ------------- | ------------------------------------ | ------------------------------------ | ------------------------------------ |
| 5     | Rod Langway   | Obrońca                              | 1982-1993                            | 26 listopada 1997                    |
| 7     | Yvon Labre    | Obrońca                              | 1974–1980                            | 22 listopada 1980                    |
| 11    | Mike Gartner  | Napastnik                            | 1979–1989                            | 28 grudnia 2008                      |
| 32    | Dale Hunter   | Napastnik                            | 1987–1999                            | 11 marca 2000                        |
|       |               |                                      |                                      |                                      |
| 99    | Wayne Gretzky | Numer zastrzeżony dla całej ligi NHL | Numer zastrzeżony dla całej ligi NHL | Numer zastrzeżony dla całej ligi NHL |